# 争取第五国际联盟
争取第五国际联盟（英語：League for the Fifth International，缩写为L5I）是一个托洛茨基主义国际组织。该组织成立于1989年，原名争取革命共产主义国际运动；1990年代后期，改为现名。该组织的创始成员有英国的工人力量、爱尔兰工人团体、法国的工人力量和德国的工人力量团体。在该组织于1989年召开的代表大会结束后，该组织采用了一份共同纲领：《托洛茨基主义宣言》，并以民主集中制作为组织原则，各国支部受该组织的共同决定的约束。该组织出版英语季刊《第五国际》和德语季刊《革命马克思主义》。该组织最重要的成员是英国的工人力量。

## 成员
- 奥地利 工人观点
- 巴西 社会主义联盟
- 英国 工人力量
- 德国 工人力量团体
- 瑞典 工人力量
- 巴基斯坦 革命社会主义运动
- 美国 美国工人力量

## 前成员
- 捷克 劳动人民社会主义组织
- 法國 第五国际
- 愛爾蘭 工人力量

## 拥有共同起源的团体
- 奥地利 新路线
- 新西兰 共产主义工人团体
- 俄羅斯 转向社会主义运动
- 斯里蘭卡 斯里兰卡社会党
- 英国 不断革命